# Вулиця Прикордонників (Нікополь)
Вулиця Прикордонників - вулиця в Нікополі. Пролягає від Довгалівської вулиці до вулиці Електрометалургів.

## Перехрестя
- вулиця Шевченка
- вулиця Патріотів України (частина)
- Микитинська вулиця
- Запорізька вулиця

## Історія
У 1897 році виникла як шлях на Дамбу Анатолієм Корольовим. За 1926 року носить назву Віктора Усова, на честь українського діяча Віктора Усова. У 1940-хх під час окупації стала називатися Вічної Слави, де неподалік розташований меморіал. Назву Віктора Усова повернено у 1945 році.
Сучасна назва - з 2024 року на честь українських прикодонників